# Microserica lugens
Microserica lugens är en skalbaggsart som beskrevs av Moser 1915. Microserica lugens ingår i släktet Microserica och familjen Melolonthidae. Inga underarter finns listade i Catalogue of Life.